# Topping Condensat
Topping Condensat est une raffinerie de pétrole située à Skikda en Algérie, elle a été construite en 2008. 
Située dans la zone industrielle de Skikda sa capacité de traitement d'environ 5 millions tonnes/an, cette raffinerie est actuellement exploitée par Sonatrach.

## Histoire
La raffinerie Topping Condensat est construite en 2008 par l'entreprise chinoise China Petroleum Engineering and Construction (CPECC), filiale du groupe China National Petroleum Corporation (CNPC).